# Szerzawa (Góry Czarne)
Szerzawa lub Szeroka Skała – wzniesienie o wysokości 628 m n.p.m. w południowo-zachodniej Polsce w Górach Czarnych w Sudetach Środkowych.

## Położenie
Wzniesienie położone jest w północnej części Gór Czarnych w Sudetach Środkowych, około 3,0 km na południowy wschód od centrum miejscowości Dziećmorowice i 3,05 km na południowy zachód od miejscowości Zagórze Śląskie. Wzniesienie stanowi północno-wschodni człon Gór Wałbrzyskich zwany Górami Czarnymi.

## Fizjografia
Trójwierzchołkowe wzniesienie o regularnych zboczach z niewielkimi wyraźnie wykształconymi trzema wierzchołkami, na każdym z nich usytuowany jest maszt przekaźnikowy. Na południowym zboczu poniżej szczytu znajduje się niewielka charakterystyczna skała, tzw.  Szeroka Skała. Wzniesienie ma kształt kopulastego rogala o spłaszczonej powierzchni szczytowej. Rozciąga się na kierunku SE-NW. Charakteryzujące się nieregularną rzeźbą, urozmaiconym ukształtowaniem z wyraźnie podkreślonymi łagodnie opadającymi zboczami: wschodnim, zachodnim i południowym. Północne zbocze szerokim pasem grzbietowym łagodnie opada w stronę bliźniaczego, wyższego o 3 m, wzniesienia Klasztorzysko, od którego oddzielone jest Przełęczą Niedźwiedzią. Całe wzniesienie położone jest na obszarze Parku Krajobrazowego Sudetów Wałbrzyskich. Zbocza wzniesienia trawersują liczne leśne drogi i ścieżki. U podnóża wzniesienia, po południowej stronie, położona jest niewielka osada wiejska Podlesie. Położenie wzniesienia, kształt i wyraźnie podkreślone części szczytowe z charakterystycznymi masztami przekaźnikowymi czynią wzniesienie rozpoznawalnym w terenie.

## Budowa
Wzniesienie w całości zbudowane z dolnokarbońskich zlepieńców gnejsowych i migmatytów zaliczanych do gnejsów bloku sowiogórskiego. Zbocza wzniesienia pokrywa warstwa młodszych osadów z okresu zlodowaceń plejstoceńskich. Ze względu na budowę geologiczną masyw Szerzawy wraz z sąsiadującym po drugiej stronie Przełęczy Niedźwiedziej - Klasztorzyskiem w literaturze niemieckiej, jak również w niektórych polskich opracowaniach zaliczane były jako część Gór Sowich.

## Roślinność
Większość powierzchni wzniesienia łącznie z partią szczytową zajmują rozległe górskie łąki, pastwiska i nieużytki. Miejscami występują kępy zarośli i drzew.

## Inne
- W przeszłości wzniesienie nosiło niemiecką nazwę Der Breite Stein[2].
- Na południowy wschód poniżej szczytu na poz. pow. 500 m n.p.m. położone jest źródło potoku Mydlana Woda[3].

## Turystyka
Przez szczyt wzniesienia nie prowadzą szlaki turystyczne.
- – E3 przechodzi po północnej stronie poniżej szczytu przez Przełęcz Niedźwiedzią. Południwym zboczem przebiega szlak  żółty z Wałbrzycha i Jedliny-Zdrój do Zagórza Śląskiego i dalej do Świdnicy i na Ślężę[4].

- Z południowego zbocza w partii szczytowej roztaczają się widoki na Góry Wałbrzyskie, Góry Sowie, Góry Suche, Ruprechtický Špičák.
- Na szczyt można dojść ścieżką od strony południowej z osady Podlesie.